# جوردان تشان سيو تشون
جوردان تشان سيو تشون (بالصينية: 陈小春) 陳小春 ممثل وموسيقي صيني من هونغ كونغ، ولد في 8 يوليو 1967.

## روابط خارجية
- جوردان تشان سيو تشون على موقع IMDb (الإنجليزية)
- جوردان تشان سيو تشون على موقع ميوزك برينز (الإنجليزية)
- جوردان تشان سيو تشون على موقع أول موفي (الإنجليزية)
- جوردان تشان سيو تشون على موقع قاعدة بيانات الفيلم (الإنجليزية)